# Зобак, Марк
Марк Зобак (Mark D. Zoback; род. 1948, Бруклин, Нью-Йорк) — американский геофизик.
Доктор философии (1975). Профессор Стэнфордского университета (с 1984), в 1991—1997 годах заведовал кафедрой геофизики. Прежде работал в Геологической службе США. Директор Stanford Natural Gas Initiative. Член Национальной инженерной академии США (2011).

## Биография
Окончил Аризонский университет (бакалавр геофизики, 1969). В 1969—1971 годах работал в нефтяной промышленности. Затем в Стэнфордском университете получил степени магистра (1973) и доктора философии (1975) по геофизике.
В 1973—1975 и 1976—1984 годах геофизик Геологической службы США.
С 1984 года профессор геофизики Стэнфордского университета, ныне (с 2005) также именной профессор (Benjamin M. Page Professor), в 1991—1997 годах заведовал кафедрой геофизики.
Фелло Геологического общества Америки (1984), Американской ассоциации содействия развитию науки (1985), Американского геофизического союза (1998), American Rock Mechanics Association (2011), почётный фелло Европейского союза наук о Земле (1999), почётный член Society of Exploration Geophysicists (2012).
Автор более 300 работ, имеет пять патентов, автор двух книг. Несколько изданий выдержала его книга Reservoir Geomechanics (Cambridge University Press, 2007).

## Награды и отличия
- Премия Гумбольдта (1989)
- Kenneth M. Cuthbertson Award (1998)
- New Zealand Geophysics Prize (2006)
- Emil-Wiechert-Medaille[нем.] (2006)
- Walter H. Bucher Medal[нем.] Американского геофизического союза (2008)
- Louis Néel Medal[англ.] Европейского союза наук о Земле (2013)
- Эйнштейновский профессор Китайской АН (2013)
- Robert R. Berg Outstanding Research Award, American Association of Petroleum Geologists (2015)
- Outstanding Contribution to the Public Understanding of the Geosciences Award, American Geological Institute (2016)[3]
- Best Papers in The Leading Edge Award (2018)[4]